# Claricia

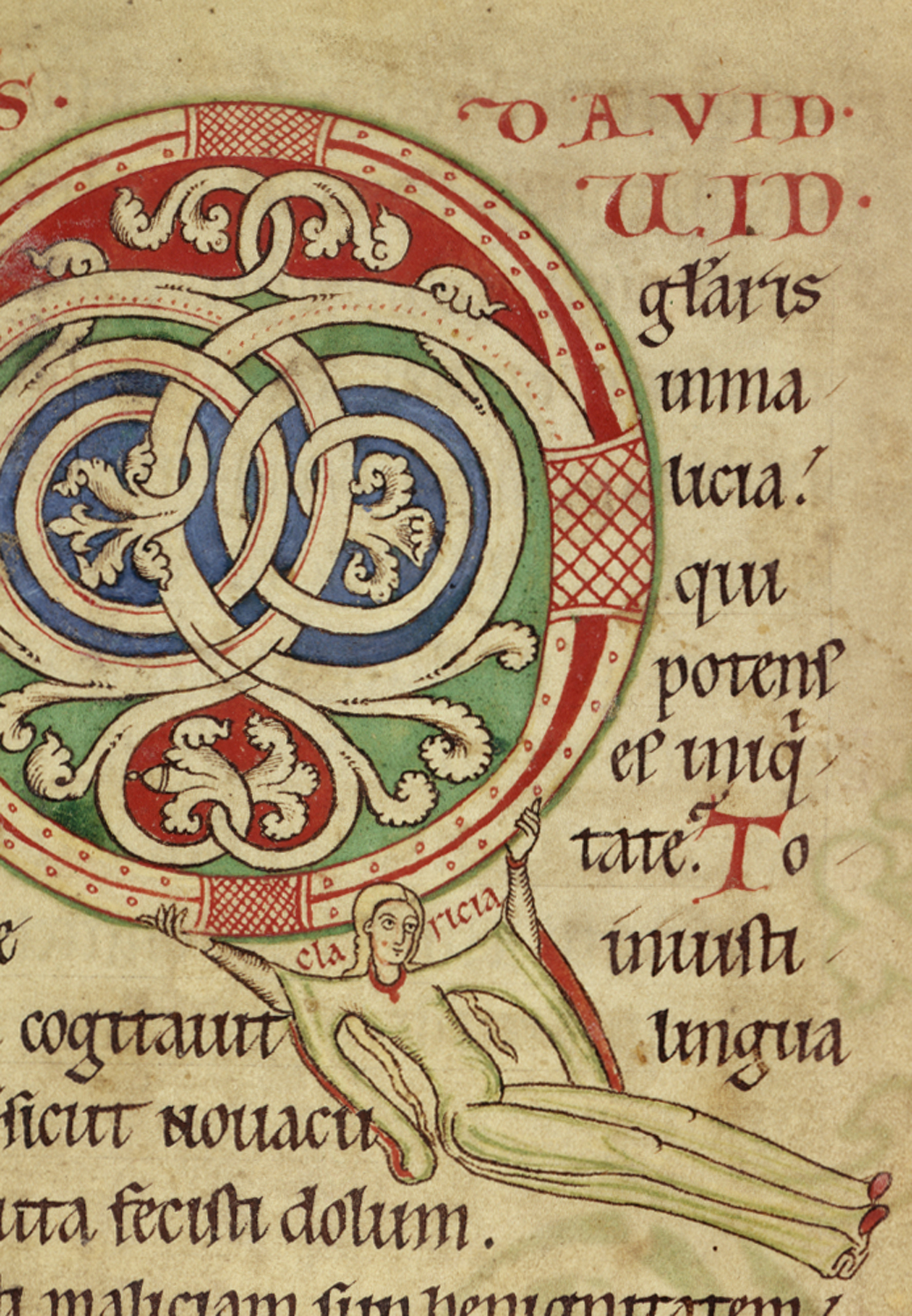
Claricia

Claricia war eine Buchmalerin des 13. Jahrhunderts. Sie begegnet uns in einem vermutlichen Selbstporträt in einem Psalter, der um 1200 in Süddeutschland entstand und sich heute als Ms. W.26 im Walters Art Museum in Baltimore befindet. Claricia bildet in der namentlich gekennzeichneten Figur mit ihrem Körper den Unterschwung der Initiale Q am Anfang von Psalm 51 Quid gloriaris in malicia qui potens es in iniquitate (Was rühmst du dich deiner Bosheit, du Mann der Gewalt Psalm 52,3 ) Der Psalter wurde vielleicht für das Kloster Sankt Ulrich und Afra Augsburg hergestellt, und Claricia ist eine von mehreren Händen, die ihn geschrieben haben.
Die Kunsthistorikerin Dorothy Miner vermutete 1972 in ihrem Vortrag Anastaise and her sisters: women artists of the Middle Ages, der 1974 gedruckt wurde und die Erforschung mittelalterlicher Künstlerinnen in Gang brachte, aufgrund der lockeren Haltung und Kleidung Claricias, dass es sich bei ihr nicht um eine Nonne, sondern um eine Laien-Klosterschülerin handelte.
Ganz unumstritten ist diese Identifizierung jedoch nicht, und es gibt mehrere alternative Hypothesen.